# Fašistická strana republikánská
Partito Fascista Repubblicano (Fašistická strana republikánská, či Republikánská strana fašistická zkr. PFR) byla politická strana v době Italské sociální republiky. Jejím vůdcem byl Benito Mussolini.

## Historie
Strana byla založena po 25. červenci 1943, jako následnická strana rozpuštěné Národní fašistické strany (Partito Nazionale Fascista), vedoucí strany fašistické Itálie. Stalo se tak po osvobození Mussoliniho ze zajetí (německá vojenská „Operace Dub“) v září 1943. Německá říše zřídila na severoitalském území obsazeném wehrmachtem loutkový stát, Italskou sociální republiku (tzv. „republiku Salò“), v níž byla strana založena 13. září, jako nástupnická strana, do té doby v celé Itálii vládnoucí Národní fašistické strany. Ta byla již dříve z důvodu Mussoliniho pádu zakázána.
Republikánská strana fašistická byla zrušena 28. dubna 1945 po rozpadu loutkové Italské sociální republiky na konci druhé světové války.